# Drag (ruta)

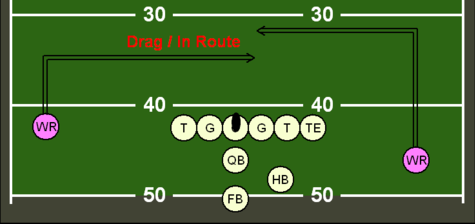
Esquema de una "ruta drag" o "ruta hacia adentro".

Una ruta drag (conocida como ruta hacia adentro en varios países de Latinoamérica) es un patrón seguido por un receptor en el fútbol americano, donde el receptor solo corre un par de yardas en campo abierto, para entonces girar en un ángulo de 90° hacia el centro del campo de juego y correr de manera paralela a la línea de scrimmage. Este tipo de ruta es relativamente segura para lanzarle el balón a un receptor ágil, el cual pueda ganar más yardas después de atrapar el balón. De manera alternativa, una ruta drag puede ser usada como una segunda opción si el receptor principal se encuentra cubierto.
El uso de dos rutas drag cruzadas también puede ser usada para tratar de encontrar a un receptor desmarcado usando al otro receptor para bloquear el camino de un defensive back en un esquema defensivo "hombre a hombre".